# Hiroko Nakajima
Hiroko Nakajima (jap. 中島博子, Nakajima Hiroko; * 1948 in der Präfektur Osaka) ist eine japanische Kalligrafie-Malerin.

## Leben
Hiroko Nakajima wurde in Japan geboren, verbrachte jedoch den Großteil ihrer Kindheit in Indien. Seit ihrem 10. Lebensjahr lebt sie in Deutschland. Von 1970 bis 1973 lernte sie in Tokio japanische Schriftkunst bei Sōfū Okabe (岡部 蒼風) und lehrte nebenbei am Goethe-Institut in Tokio. Zurück in Deutschland widmete sie sich zunächst dem Studium der Bildhauerei an der FHS Köln für Kunst & Design. Zu ihren Lehrern zählten Hans Karl Burgeff und Daniel Spoerri. 1982 kehrte sie nach Japan zurück, um in Kyōto bei Shiryū Morita (森田 子龍) sich in der Kalligrafie-Malerei (shoga) weiterzubilden. 2001 übernahm Nakajima eine Gastprofessur an der FH Hamburg.
Nakajimas Werke waren unter anderem in Köln, Frankfurt am Main, Salzburg, Barcelona und Tokio zu sehen. Sie arbeitet unter dem Künstlernamen Hiroko.